# Teretistris
Teretistris (Cabanis, 1855) è un genere di uccelli passeriformi, endemico di Cuba. È l'unico genere della famiglia Teretistridae.

## Tassonomia
Comprende le seguenti specie:
- Teretistris fernandinae (Lembeye, 1850) - parula testagialla
- Teretistris fornsi Gundlach, 1858 - parula dell'Oriente